# Gare de l’Est
Gare de l’Est (Dworzec Wschodni), także Paris-Est – stacja jednego z sześciu głównych dworców czołowych Paryża. Korzysta z niego ok. 34 mln pasażerów rocznie.

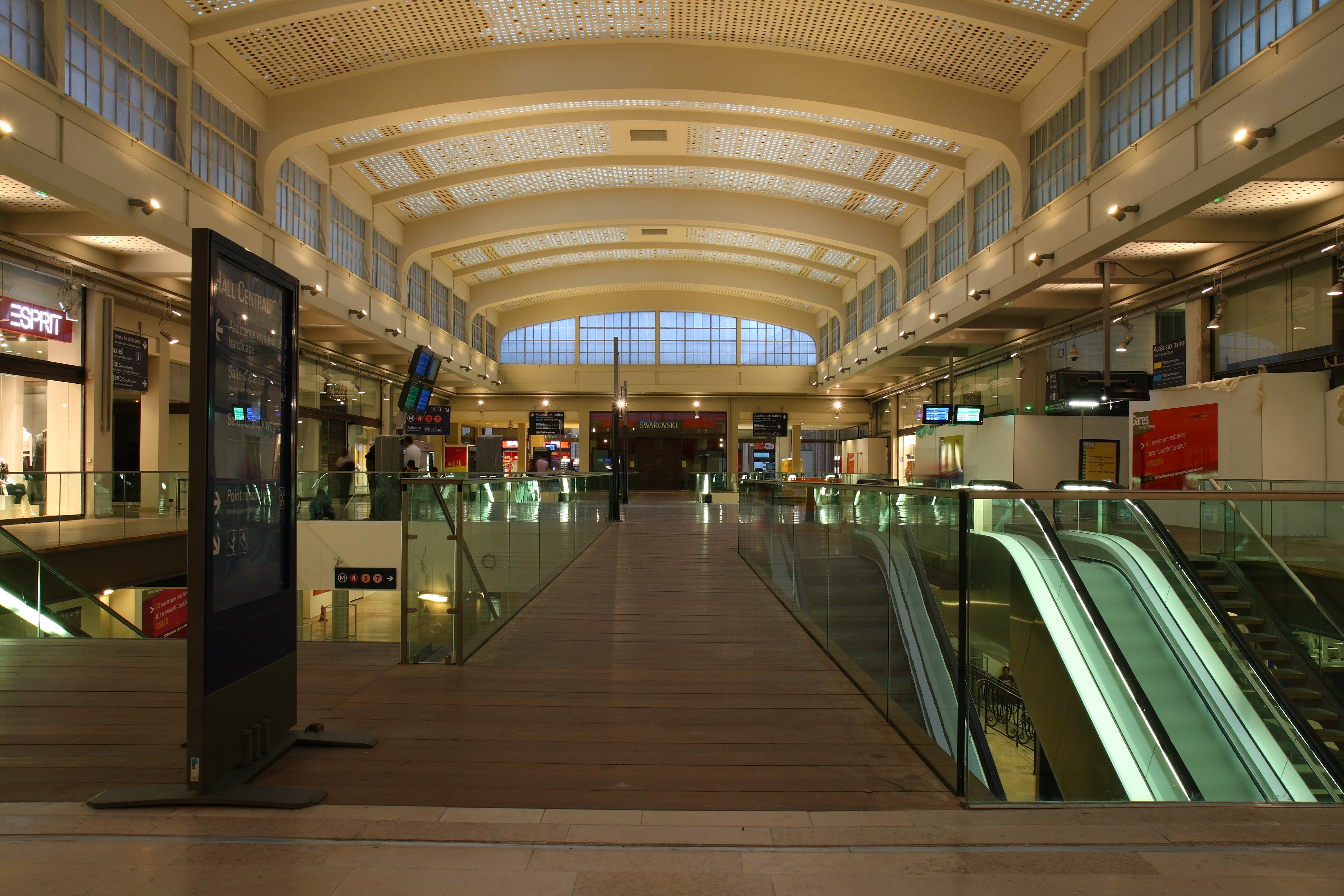
Wnętrze Gare de l’Est

## Historia
Dworzec Wschodni otwarto w 1850 roku. Zbudowany został przez kompanię Le Chemin de Fer de Paris à Strasbourg. Dworzec posiadał dwa tory przy krawędziach peronowych, przykryte dużą halą. Ta najstarsza część budynku odpowiada obecnej hali odjazdów pociągów dalekobieżnych (zachodnia część dworca). Projektantem dworca był architekt François-Alexandre Duquesney, budową kierował inżynier Pierre Cabanel de Sermet. Prace rozpoczęto w roku 1847, trzy lata później Napoleon III dokonał oficjalnego otwarcia nowego dworca. Początkowo nosił on nazwę Embarcadere de Strasbourg, lecz już w 1854 roku zmieniono ją na Gare de l’Est po tym, jak na dworzec dotarły pociągi korzystające z nowo otwartej linii Paryż – Miluza. Dobudowano wtedy dwa nowe tory na zewnątrz hali.
4 października 1883 z dworca odjechał pierwszy ze słynnych pociągów Orient Express relacji Paryż – Konstantynopol.
Dwie poważne przebudowy dworca miały miejsce w 1885 oraz 1900 roku. Skrócono tory, w ten sposób, że nie kończyły się już w hallu dworca. W latach 1924–1931 dworzec został dwukrotnie powiększony przez dobudowanie części wschodniej, identycznej z istniejącą. Przebudowa ta pociągnęła za sobą znaczne zmiany w zabudowie dzielnicy, a Dworzec Wschodni uzyskał obecną formę.
Ze względu na swoje położenie, dworzec często służył jako miejsce wyjazdu transportów wojskowych na front, szczególnie w czasie I i II wojny światowej. Wydarzenia te upamiętniał obraz autorstwa Alberta Hertera, o wymiarach 12 na 5 metrów, umieszczony w hallu dworca, przedstawiający wyjazd żołnierzy na front. Obraz usunięto z hallu w marcu 2006 i przewieziono do muzeum kolejnictwa w Miluzie, w celu wykonania prac renowacyjnych.
Dworzec został poddany modernizacji związanej z oddaniem w 2007 roku do użytku linii LGV Est européenne.

## Infrastruktura
Stacja posiada 15 peronów obsługujących 29 torów.

## Relacje pociągów

### Międzynarodowe
- SNCF – DB – ÖBB – CFF:
  - Luksemburg
  - Niemcy: Hamburg, Frankfurt nad Menem, Stuttgart, Monachium, Karlsruhe, Ulm, Augsburg, Kaiserslautern, Mannheim, Darmstadt, Heidelberg, Berlin
  - Szwajcaria: Bazylea, Zurych, Chur
  - Austria: Wiedeń, Innsbruck

### Krajowe
- SNCF TGV/Intercités: Reims, Metz, Nancy, Strasburg i inne większe miasta w północno-wschodniej części Francji.
- SNCF TER: pociągi regionalne do miast regionu Szampania-Ardeny.

## Połączenia z siecią komunikacji miejskiej
Stacja umożliwia przesiadki na:
- autobusy dzienne RATP i nocne Noctilien